# Przyczajony tygrys, ukryty smok
Przyczajony tygrys, ukryty smok (卧虎藏龙, Wòhǔ, cánglóng) – chińskiej film kostiumowy z 2000 r., w reżyserii Anga Lee. Adaptacja powieści Wang Dulu.
W 2016 pojawił się sequel filmu – Przyczajony tygrys, ukryty smok: Miecz przeznaczenia.

## Opis fabuły
Wielki wojownik Li Mu Bai ma za sobą lata walk i przeszłość pełną chwały, ale także wyrzeczeń i poświęcenia. Mistrz walk zrezygnował między innymi z miłości do pięknej wojowniczki Yu Shu Lien. Teraz pragnie odejść na emeryturę i oddaje swój legendarny miecz o nazwie „Zielone Przeznaczenie”, na przechowanie do czcigodnego Pana Te. Jego plany zmienia pojawienie się Nefrytowej Lisicy – okrutnej wojowniczki, która kiedyś zabiła jego mistrza. Li Mu Bai chce pożyczyć oręż i po raz ostatni użyć go, aby się zemścić. Jednak miecz zostaje skradziony przez Jen – uczennicę Nefrytowej Lisicy i ukochaną Lo – wodza rozbójników grasujących na pustyni.

## Obsada
- Chow Yun Fat jako Li Mu Bai
- Michelle Yeoh jako Yu Shu Lien
- Zhang Ziyi jako Jen Yu
- Chang Chen jako Lo
- Cheng Pei-pei jako Nefrytowa Lisica
- Sihung Lung jako Pan Te
- Li Fazeng jako Gubernator Yu
- Gao Xi’an jako Bo
- Hai Yan jako Pani Yu
- Wang Deming jako inspektor policji

## Odbiór
Reżyser pomyślał film jako podsumowanie swojej misji: stworzenia obrazu dla świata Wschodu i Zachodu, co się powiodło – dzieło zostało dobrze przyjęte zarówno w Azji, jak i na Zachodzie. Według Zygmunta Kałużyńskiego tytuł zapowiada dwie postawy ukazywane w filmie: ukryty smok to symbol przestrzegania zasad i hamowania interesu prywatnego, a przyczajony tygrys to zrewoltowany drapieżca i zagrożenie dla otoczenia. Mimo takiego postawienia sprawy film uniknął schematyzmu dzięki charakterowi poetycznej legendy, co dobrze usprawiedliwiło pewne uproszczenia, a nawet nadało im charakter symboliczny.

## Wyróżnienia
- Na cześć filmu nazwano tak odkrytego wczesnego ceratopsa – Jinlonga.
- Film w roku 2001 był nominowany do Nagrody Akademii Filmowej (Oscara) w 10 kategoriach. Zdobył 4 statuetki w kategoriach: Najlepszy film nieanglojęzyczny, Najlepsza scenografia, Najlepsze zdjęcia i Najlepsza muzyka oryginalna. Poza tym zdobył 16 innych nagród w tym 2 Złote Globy i 4 nagrody BAFTA.
- Film otrzymał nagrodę Hugo w kategorii najlepsza prezentacja dramatyczna w 2001 roku[6].